# Miss Mundo Estados Unidos
Miss Mundo Estados Unidos (en inglés: Miss World America) es un concurso de belleza nacional en Estados Unidos. El concurso es el encargado de seleccionar anualmente a la representante estadounidense para competir en Miss Mundo.
La actual Miss Mundo Estados Unidos es Victoria DiSorbo de Tennessee, quien fue coronada el 5 de octubre de 2023, en el Teatro del Centro Meydenbauer en Bellevue, Washington. Ella representó a Estados Unidos en Miss Mundo 2023 en la India.

## Representación internacional
: Declarada como ganadora
     : Terminó como finalista
     : Terminó como una de las semifinalistas o cuartofinalistas
     : Terminó como ganadora de premios especiales
| Año  | Miss Mundo Estados Unidos | Edad | Estado | Posición en Miss Mundo | Notas | |
| ---- | --- | --- | --- | --- | --- | --- |
| 1951 | Annette Gibson | 20 | Kentucky | | | |
| 1952 | Tally Richards† | 24 | Nueva York | | | |
| 1953 | Mary Kemp Griffin† | 23 | Carolina del Sur | Cuarta finalista | Miss Carolina del Sur 1952, Top 10 en Miss America 1953; Miss Myrtle Beach USA 1953, primera finalista en Miss USA 1953. | |
| 1954 | Karin Hultman | 22 | Nueva York | Primera finalista | Miss New York USA 1954, primera finalista en Miss USA 1954 (originalmente segunda finalista, luego elevada después de que la primera finalista original fuera descalificada).                                                                           | |
| 1955 | Margaret Anne Haywood† | 19 | Arkansas | Primera finalista | Miss Arkansas USA 1955, primera finalista en Miss USA 1955. | |
| 1956 | Betty Lane Cherry | 20 | Carolina del Sur | Primera finalista | Miss South Carolina USA 1956, primera finalista en Miss USA 1956. | |
| 1957 | Charlotte Sheffield† | 20 | Utah | | Miss Utah USA 1957, Miss USA 1957 (originalmente primera finalista, luego asumió el cargo después de que la ganadora original fuera descalificada). | |
| 1958 | Nancy Anne Corcoran | 23 | Nueva York | | | |
| 1959 | Loretta Powell† | 24 | Connecticut | | | |
| 1960 | Annette Driggers† | 15 | Nueva York | No compitió | Driggers fue descalificada porque era menor de edad. | |
| 1960 | Judith Achter | 18 | Misuri | Cuarta finalista | Originalmente primera finalista, luego asumió el cargo después de que la ganadora original fuera descalificada. | |
| 1961 | Jo Ann Odum | 19 | Virginia Occidental | Top 7 | | |
| 1962 | Amedee Chabot | 17 | California | Top 8 | | |
| 1963 | Michele Metrinko | 18 | Nueva York | Top 14 | Miss District of Columbia USA 1963, primera finalista en Miss USA 1963. | |
| 1964 | Jeanne Quinn | 20 | Nueva York | Top 16 | Miss New York USA 1963, Top 15 en Miss USA 1963; primera finalista en Miss American Beauty 1964. | |
| 1965 | Dianna Lynn Batts | 19 | Distrito de Columbia | Primera finalista | Miss District of Columbia USA 1965, cuarta finalista en Miss USA 1965. | |
| 1966 | Denice Blair | 19 | Utah | Top 7 | Miss Utah USA 1966, Top 15 en Miss USA 1966. | |
| 1967 | Pamela Pall | 20 | California | Top 15 | | |
| 1968 | Johnine Avery | 22 | Washington | | Primera finalista en Miss Mundo Estados Unidos 1967. | |
| 1969 | Gail Renshaw | 22 | Virginia | Primera finalista | Posteriormente renunció para casarse. | |
| 1969 | Connie Haggard | 18 | Texas | No compitió | Originalmente primera finalista, luego asumió el cargo después de que la ganadora original renunció. | |
| 1970 | Sandra Wolsfeld | 24 | Illinois | Top 15 | Miss Illinois USA 1968. | |
| 1971 | Brucene Smith | 20 | Texas | Top 7 | Miss Internacional Estados Unidos 1974, Miss Internacional 1974. | |
| 1972 | Lynda Carter | 21 | Arizona | Top 15 | | |
| 1973 | Marjorie Wallace | 19 | Indiana | Miss Mundo 1973 | Posteriormente fue destituida del título de Miss Mundo 1973, pero nunca reemplazada oficialmente por ninguna finalista. | |
| 1973 | Lexie Brockway | 19 | Washington | No compitió | Originalmente primera finalista, luego asumió el cargo después de que la ganadora original ganara el título de Miss Mundo. | |
| 1974 | Terry Ann Browning | 20 | Florida | Cuarta finalista | | |
| 1975 | Annelise Ilschenko | 17 | Ohio | | | |
| 1976 | Kimberlee Foley | 21 | Míchigan | | | |
| 1977 | Cindy Miller | 20 | Virginia | Cuarta finalista | | |
| 1978 | Debra Freeze | 20 | Carolina del Norte | Top 15 | | |
| 1979 | Carter Wilson | 23 | Virginia | Top 15 | | |
| 1980 | Brooke Alexander | 17 | Hawái | Top 7 | | |
| 1981 | Holli Dennis | 21 | Indiana | No compitió | Dennis planeaba casarse después del Miss USA 1981; Miss Indiana USA 1981, primera finalista en Miss USA 1981. | |
| 1981 | Lisa Moss | 23 | Luisiana | Top 7 | Elevada para reemplazar a Dennis; Miss Luisiana USA 1981, segunda finalista en Miss USA 1981. | |
| 1982 | LuAnn Caughey | 22 | Texas | Top 7 | Miss Texas USA 1982, primera finalista en Miss USA 1982. | |
| 1983 | Lisa Allred | 21 | Texas | Top 7 | Miss Texas USA 1983, primera finalista del Miss USA 1983. | |
| 1984 | Kelly Anderson | 23 | Virginia Occidental | Top 7 | Miss Virginia Occidental 1982; Miss West Virginia USA 1984, primera finalista en Miss USA 1984. | |
| 1985 | Brenda Denton | 21 | Nuevo México | Segunda finalista | Miss Mundo América; Miss New Mexico USA 1985, primera finalista en Miss USA 1985. | |
| 1986 | Halle Berry | 19 | Ohio | Top 7 | Miss Ohio USA 1986, primera finalista del Miss USA 1986. | |
| 1987 | Clotilde «Cloe» Cabrera | 22 | Florida | | Miss Personalidad; Miss Florida USA 1987, primera finalista en Miss USA 1987. | |
| 1988 | Diana Magaña | 22 | California | Top 10 | Miss California USA 1988, primera finalista del Miss USA 1988. | |
| 1989 | Jill Scheffert | 20 | Oklahoma | Top 5 | Miss Oklahoma USA 1989, primera finalista en Miss USA 1989. | |
| 1990 | Gina Tolleson | 20 | Carolina del Sur | Miss Mundo 1990 | Miss Mundo América; Miss South Carolina USA 1990, primera finalista en Miss USA 1990. | |
| 1991 | Charlotte Ray | 24 | Nueva Jersey | Top 10 | Miss New Jersey USA 1991, primera finalista en Miss USA 1991. | |
| 1992 | Sharon Belden | 26 | Florida | Top 10 | Miss Florida USA 1992. | |
| 1993 | Maribeth Brown | 23 | Massachusetts | Top 10 | | |
| 1994 | Kristie Harmon | 20 | Georgia | | Miss Georgia Teen USA 1992. | |
| 1995 | Jill Ankuda | 19 | Texas | | | |
| 1996 | Kelly Webber | 20 | Texas | | | |
| 1997 | Sallie Toussaint | 23 | Nueva York | Top 10 | Miss Mundo América; Miss Connecticut USA 2000. | |
| 1998 | Shauna Gambill | 22 | California | Top 10 | Miss California Teen USA 1994, Miss Teen USA 1994; Miss California USA 1998, primera finalista en Miss USA 1998. | |
| 1999 | Natasha Allas | 25 | California | Top 10 | Miss California Teen USA 1992, Top 6 en Miss Teen USA 1992. | |
| 2000 | Angelique Breaux | 22 | California | Top 10 | Miss California USA 1999, segunda finalista en Miss USA 1999; primera finalista en Miss Mundo Estados Unidos 1999. | |
| 2001 | Carrie Ann Stroup | 19 | Carolina del Norte | | En un principio el organizador había elegido a Stroup para Miss Mundo 2001, pero luego fue reemplazada por Smith debido a un desacuerdo contractual. Después de mucha confusión, Stroup fue confirmada como representante de Estados Unidos.            | |
| 2001 | Starla Smith | 20 | Alabama | No compitió | Reemplazó a Stroup, pero un par de meses después la organización Miss Mundo no la aprobó; Miss Alabama Teen USA 1999. | |
| 2002 | Rebekah Revels | 24 | Carolina del Norte | Top 10 | Miss World Talent; Miss Carolina del Norte 2002 (destituida). | |
| 2003 | Kimberly Harlan | 19 | Georgia | | Miss Georgia Teen USA 2002, cuarta finalista en Miss Teen USA 2002. | |
| 2004 | Nancy Randall | 24 | Illinois | Segunda finalista | Miss World Beach Beauty y Top 20 en Miss World Top Model; primera finalista en Miss Tierra Estados Unidos 2006. | |
| 2005 | Lisette Diaz | 22 | California | | | |
| 2006 | Brooke Elizabeth Angus | 24 | Vermont | | Top 20 en Miss World Dress Designer y Top 24 en Miss World Sports; Miss Vermont USA 2002. | |
| 2007 | Abigail McCary | 25 | Minnesota | Top 16 | Miss World Sports | |
| 2008 | Lane Lindell | 18 | Florida | | Miss World Dress Designer, Top 25 en Miss World Beach Beauty y Top 32 en Miss World Top Model. | |
| 2009 | Lisa-Marie Kohrs | 22 | California | | Top 20 en Miss World Beach Beauty. | |
| 2010 | Alexandria Mills | 18 | Kentucky | Miss Mundo 2010 | Miss Mundo América, primera finalista en Miss World Beach Beauty y segunda finalista en Miss World Top Model. | |
| 2011 | Erin Cummins | 19 | Washington | | Top 36 en Miss World Beach Beauty. | |
| 2012 | Claudine Book | 20 | California | Top 15 | Segunda finalista en Beauty with a Purpose, Top 25 en Miss World Talent y Top 56 en Miss World Top Model. | |
| 2013 | Olivia Jordan | 24 | Oklahoma | Top 20 | Primera finalista en Miss World Top Model; Miss Oklahoma USA 2015, Miss USA 2015, segunda finalista en Miss Universo 2015. | |
| 2014 | Elizabeth Safrit | 22 | Carolina del Norte | Segunda finalista | Miss Mundo América, Miss World Multimedia, Top 5 en Miss World Talent and Top 32 en Miss World Sports. | |
| 2015 | Victoria Mendoza | 19 | Arizona | | Top 25 en Beauty with a Purpose, Top 25 en People's Choice, Top 30 en Miss World Talent y Top 32 en Miss World Sports. | |
| 2016 | Audra Mari | 22 | Dakota del Norte | Top 11 | Miss Mundo América, Top 24 en Beauty with a Purpose, Top 24 en Miss World Sports y Top 50 en People's Choice; Miss North Dakota Teen USA 2011, primera finalista en Miss Teen USA 2011; Miss North Dakota USA 2014, primera finalista en Miss USA 2014. | |
| 2017 | Clarissa Bowers | 19 | Florida | Top 40 | | |
| 2018 | Marisa Butler | 24 | Maine | Top 30 | Miss World Sports y Top 18 en Miss World Talent; Miss Maine USA 2016; Miss Tierra Estados Unidos 2021, primera finalista en Miss Tierra 2021. | |
| 2019 | Emmy Rose Cuvelier | 23 | Dakota del Sur | Top 40 | Top 27 en Miss World Talent y Top 32 en Miss World Sports. | |
| 2020 | Alissa Anderegg | 26 | Nueva York | Renunció | | |
| 2021 | Shree Saini | 25 | Washington | Primera finalista | Miss Mundo América, Beauty with a Purpose y Top 27 en Miss World Talent; Top 10 en Miss Mundo Estados Unidos 2020. | |
| 2022 | Miss Mundo 2021 se reprogramó para el 16 de marzo de 2022 debido al brote de pandemia de COVID-19 en Puerto Rico, no comenzó ninguna edición en 2022 | Miss Mundo 2021 se reprogramó para el 16 de marzo de 2022 debido al brote de pandemia de COVID-19 en Puerto Rico, no comenzó ninguna edición en 2022 | Miss Mundo 2021 se reprogramó para el 16 de marzo de 2022 debido al brote de pandemia de COVID-19 en Puerto Rico, no comenzó ninguna edición en 2022 | Miss Mundo 2021 se reprogramó para el 16 de marzo de 2022 debido al brote de pandemia de COVID-19 en Puerto Rico, no comenzó ninguna edición en 2022 | Miss Mundo 2021 se reprogramó para el 16 de marzo de 2022 debido al brote de pandemia de COVID-19 en Puerto Rico, no comenzó ninguna edición en 2022 | Miss Mundo 2021 se reprogramó para el 16 de marzo de 2022 debido al brote de pandemia de COVID-19 en Puerto Rico, no comenzó ninguna edición en 2022 |
| 2023 | Victoria DiSorbo | 25 | Tennessee | | - Desafío Head-to-Head (Top 25); Mejor Vestido de Diseñador; Miss Florida Teen USA 2017. | |
| 2025 | Athenna Crosby | 26 | California | | | |

Notas:
- † Ahora fallecida

## Galería de ganadoras

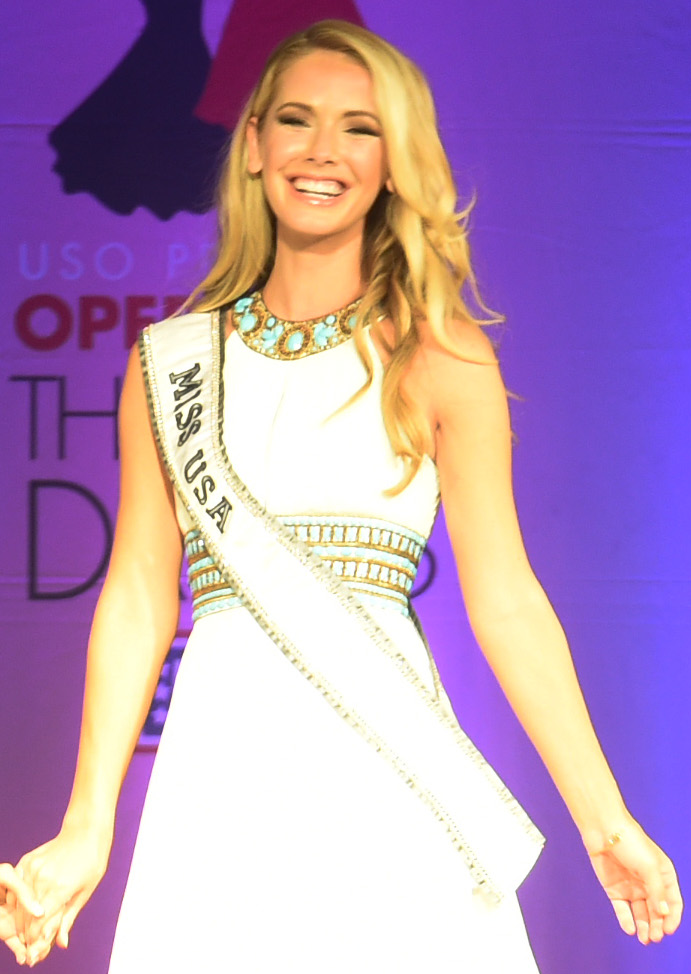
Miss Mundo Estados Unidos 2013 y Miss USA 2015 Olivia Jordan
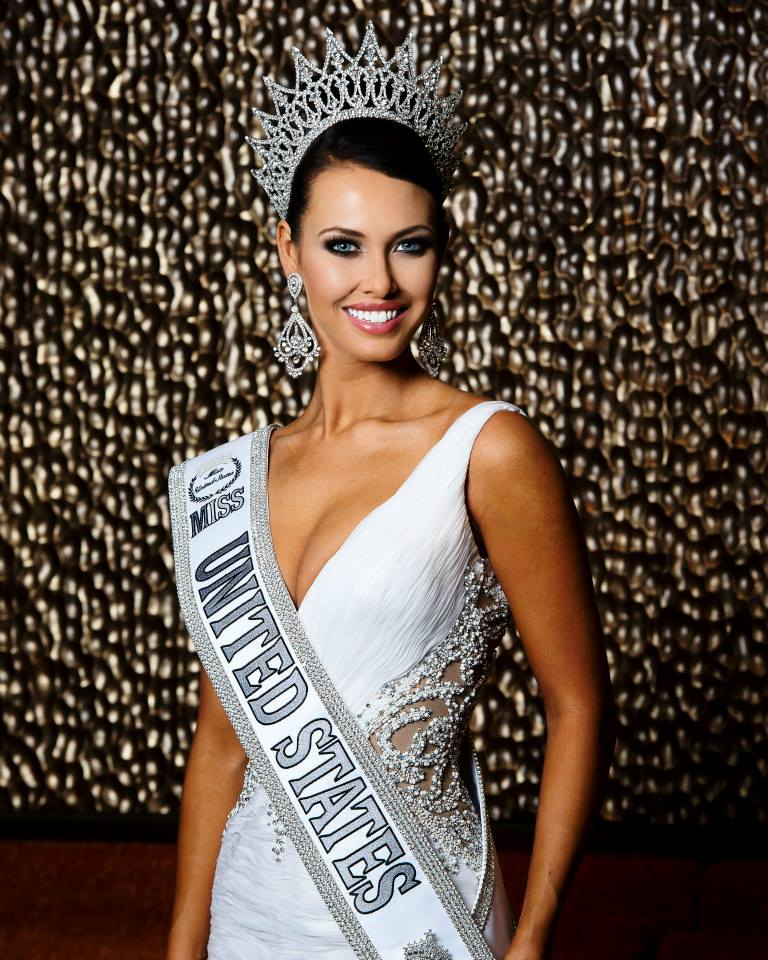
Miss Mundo Estados Unidos 2014 Elizabeth Safrit
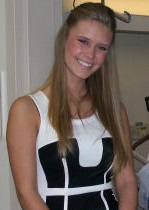
Miss Mundo Estados Unidos 2010 y Miss Mundo 2010 Alexandria Mills
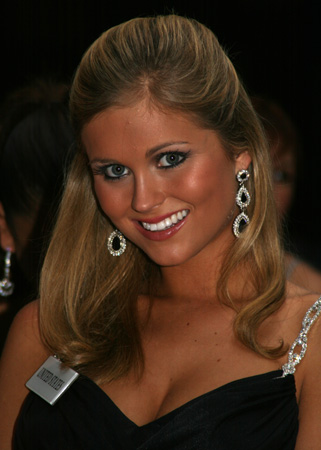
Miss Mundo Estados Unidos 2008 Lane Lindell
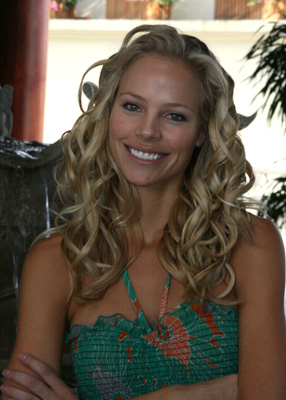
Miss Mundo Estados Unidos 2007 Abigail McCary
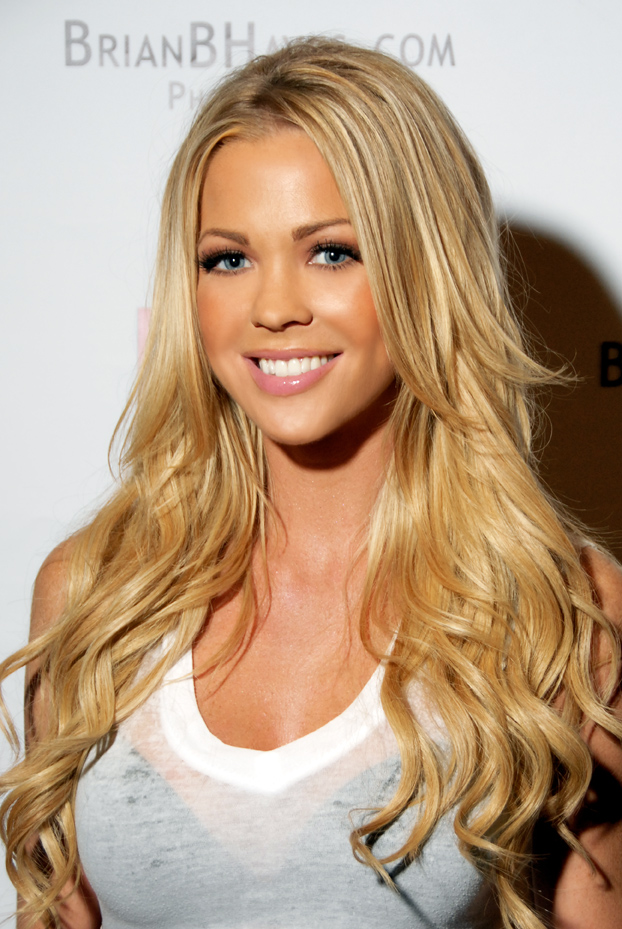
Miss World United States 2001 Carrie Ann Stroup
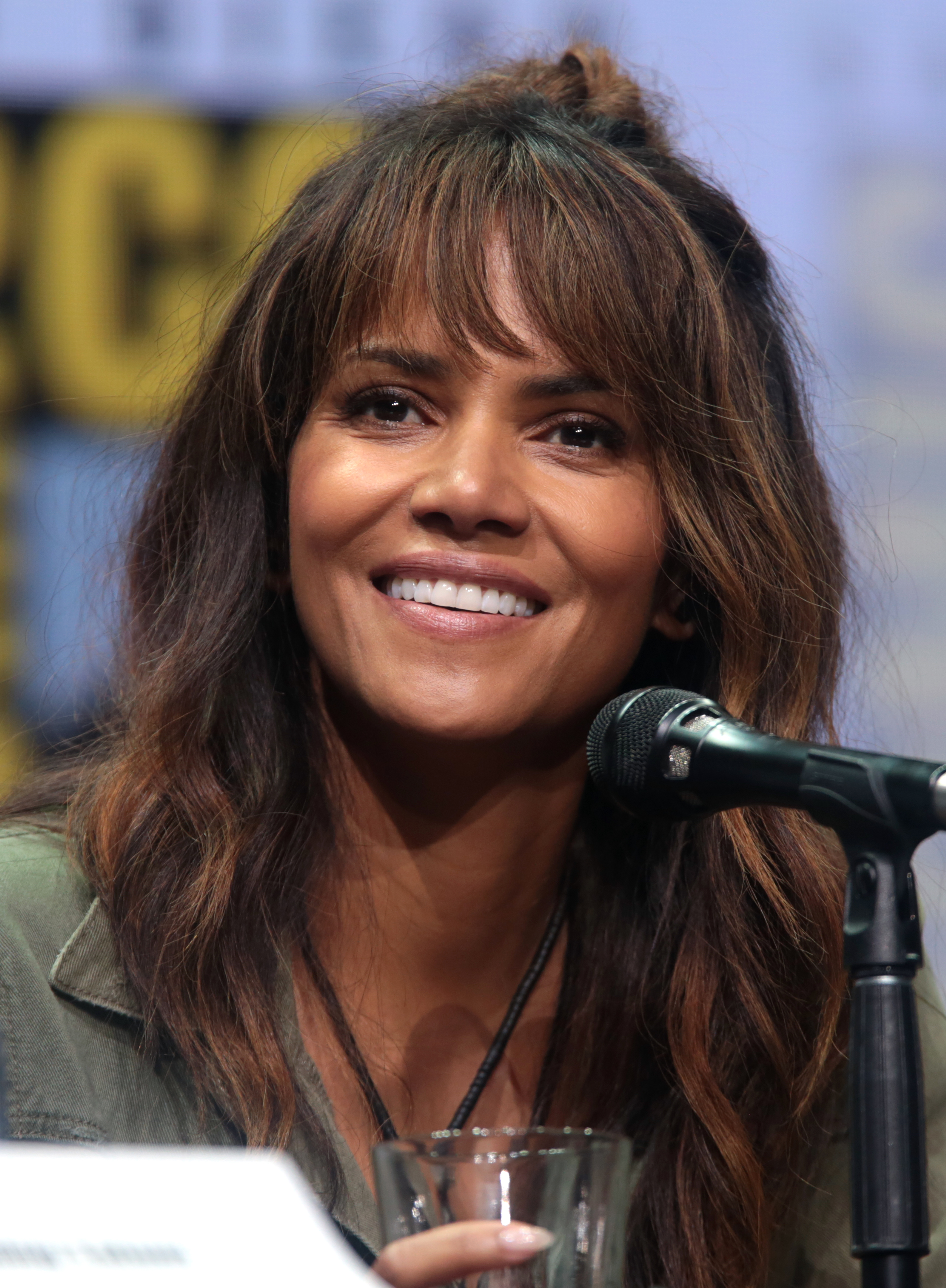
Miss Mundo Estados Unidos 1986 Halle Berry
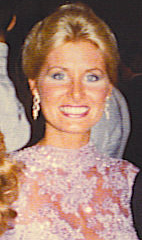
Miss Mundo Estados Unidos 1983 Lisa Allred
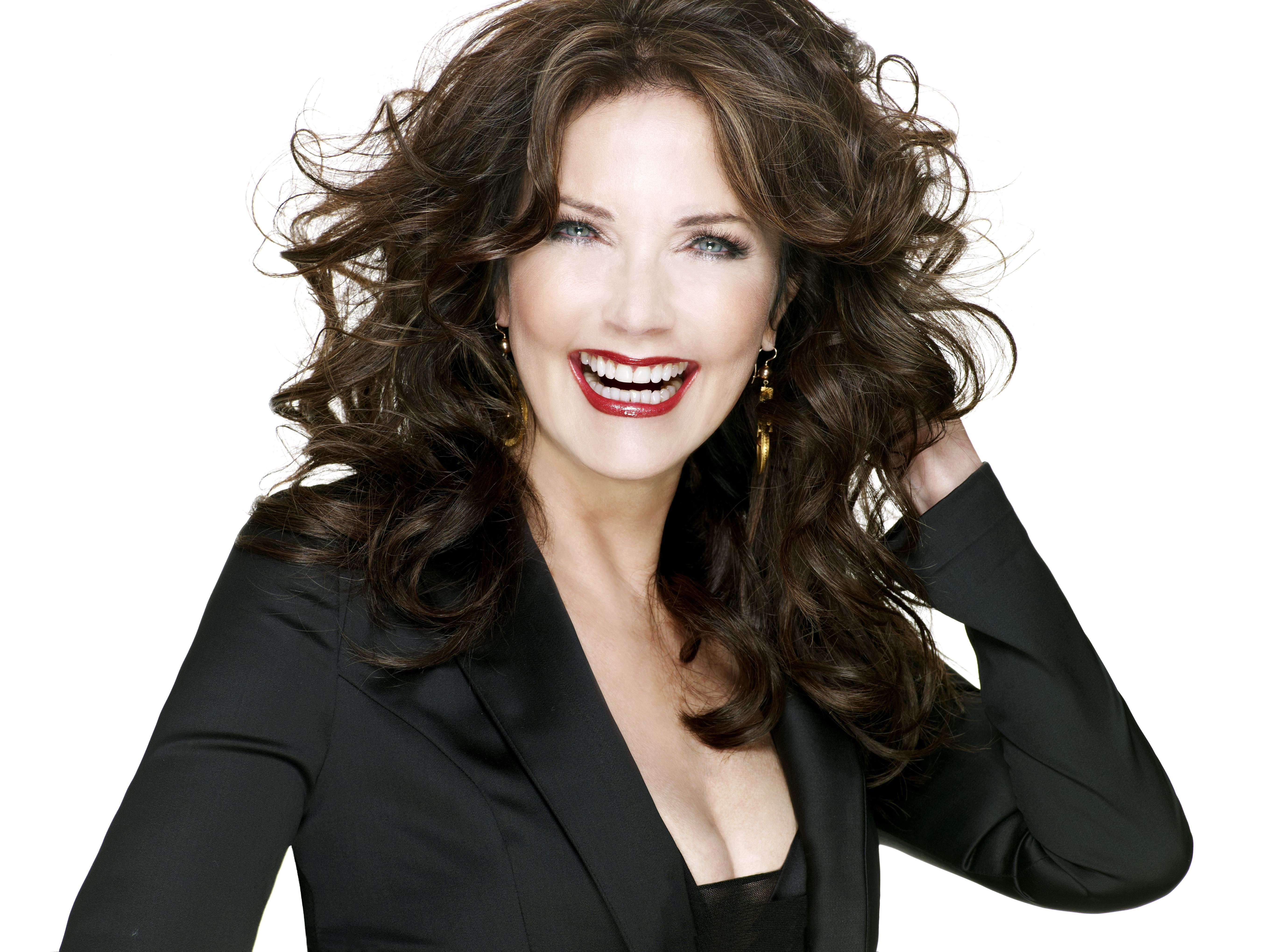
Miss Mundo Estados Unidos 1972 Lynda Carter
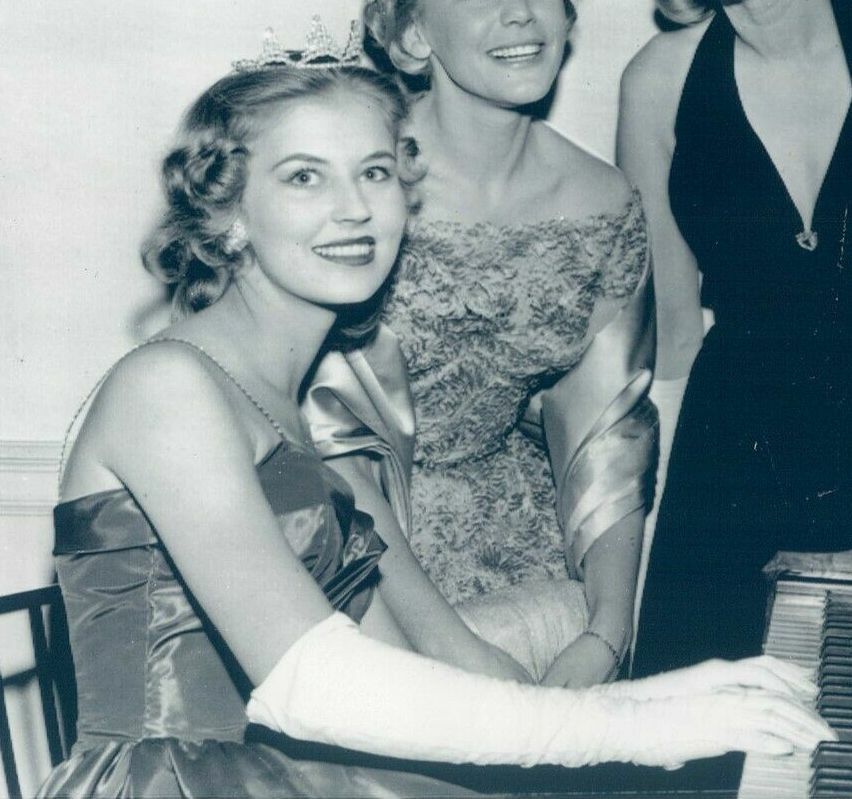
Miss USA 1957 Charlotte Sheffield